# Badalpur
Badalpur (nepalski: बदालपुर) – gaun wikas samiti w zachodniej części Nepalu w strefie Bheri w dystrykcie Bardiya. Według nepalskiego spisu powszechnego z 2001 roku liczył on 978 gospodarstw domowych i 6738 mieszkańców (3330 kobiet i 3408 mężczyzn).